# A cada um segundo sua contribuição
"Para cada um de acordo com sua contribuição" é um princípio de distribuição considerado uma das características definidoras do socialismo. Refere-se a um arranjo pelo qual a remuneração individual reflete a contribuição de alguém para o produto social (produção total da economia) em termos de esforço, trabalho e produtividade. Isso é mantido em contraste com o método de distribuição e compensação no capitalismo, um sistema econômico e político no qual os proprietários recebem "renda imerecida" em virtude da propriedade, independentemente de sua contribuição para o produto social.
O conceito formou a definição básica de socialismo para seus proponentes pré-marxistas, incluindo economistas clássicos, socialistas ricardianos e utópicos ético-cristãos, e anarquistas individualistas, bem como para Marx, que o contrastou com "de acordo com sua necessidade" como o correspondente princípio do comunismo.

## Ocorrências
No saint-simonianismo, Henri de Saint-Simon e Constantin Pecqueur elaboraram em 1829 e 1842, respectivamente, o slogan: "A cada um segundo sua capacidade. A cada um segundo suas obras". Posteriormente, uma nova versão mudou o foco do slogan e avaliava segundo a necessidade ao invés da contribuição, ao mesmo tempo exigindo-se de cada um segundo sua capacidade; essa última frase, "de cada qual, segundo sua capacidade; a cada qual, segundo sua necessidade", teria sido proposta primeiro por Étienne Cabet em 1845, seguido por Louis Blanc em 1849, com ambos visando promover em seus escritos a responsabilidade social, pela qual ocorreria a reforma em que cada um contribuiria ao bem social segundo sua capacidade; Blanc e Cabet justificaram esses aforismos com base no cristianismo com citações do Novo Testamento, como em Romanos 2:6: "[Deus] recompensará cada um segundo as suas obras"; I Coríntios 3:8: "e cada um será recompensado de acordo com o seu próprio trabalho"; além de outras passagens em II Tessalonicenses 3:10, Mateus 25:15, I Coríntios 12:7 e Atos dos Apóstolos 11:20, 2:45 e 4:35. Outra forma com sentido religioso aparecerá também notavelmente no espiritismo em 1857, "a cada um segundo suas obras", mas desta vez com significado distinto e não se limitando à ação humana, vista em extensão como corolário da justiça divina e princípio de concessão cósmica baseado no mérito da contribuição individual e necessidade de finalidade equitativa, educativa e corretiva.
Ferdinand Lassalle utilizará a versão "a cada um segundo sua necessidade", mas Karl Marx criticará esse seu uso da frase em 1875 na Crítica ao Programa de Gotha, publicado postumamente em 1890, no qual afirma que em primeiro momento deve ser "a cada um segundo sua contribuição" numa sociedade socialista, enquanto "a cada um segundo sua necessidade" poderia ser aplicado apenas no final em uma sociedade ideal. Josef Stalin e Leon Trotsky fizeram também menções:
- O uso mais famoso de Stalin do conceito está em sua Constituição Soviética de 1936.[3] Ele escreve que "o princípio aplicado na URSS é o socialismo: de cada um segundo sua capacidade, a cada um segundo seu trabalho"[6] Nota-se que ele diz o princípio do socialismo e não o comunismo completo.
- A menção de Trotsky está em seu A Revolução Traída. Ele diz que "o capitalismo preparou as condições e forças para uma revolução social: técnica, ciência e proletariado. A estrutura comunista não pode, no entanto, substituir imediatamente a sociedade burguesa. A herança material e cultural do passado é totalmente inadequada para isso." Ele continua defendendo sua posição dizendo que "em seus primeiros passos o estado dos trabalhadores ainda não pode permitir que todos trabalhem 'de acordo com suas capacidades' - isto é, tanto quanto ele pode e deseja - nem pode recompensar a todos 'de acordo com suas necessidades', independentemente do trabalho que ele faz". E ele apresenta o princípio como o método que o socialismo usará dizendo: "Para aumentar as forças produtivas, é necessário recorrer às normas costumeiras do pagamento de salários - isto é, à distribuição dos bens da vida na proporção da quantidade e qualidade do trabalho individual".[7]

## Justiça distributiva
No principialismo ético-jurídico, o mérito, juntamente com a necessidade e o direito, é considerado um dos critérios existentes de justiça e ele abrange o esforço, a compensação e a contribuição. John Rawls considera "a cada um segundo seu esforço" ou "a cada um segundo sua contribuição" como preceitos do senso comum e os aceita como forma de remuneração, mas que em uma sociedade equitativa devem ser suplementados segundo a necessidade prioritariamente. Devido à lei de oferta e procura no mercado, pode haver desvirtuamento do preceito de contribuição em uma economia competitiva e ele não pode ser aplicado isoladamente, mas já pressupõe a existência de condições necessárias e oportunidades de trabalho, em que as instituições devem ser justas e reguladas para que se implante as possibilidades de contribuição de cada qual sob princípios justos.